# Lista gatunków z rodzaju bylica
Lista gatunków z rodzaju bylica (Artemisia L.) – lista gatunków z rodzaju roślin z rodziny astrowatych (Compositae Gis.). Według The Plant List w obrębie tego rodzaju znajduje się co najmniej 481 gatunków o nazwach zweryfikowanych i zaakceptowanych, podczas gdy aż 288 taksonów ma status gatunków niepewnych (niezweryfikowanych).
Wykaz gatunków

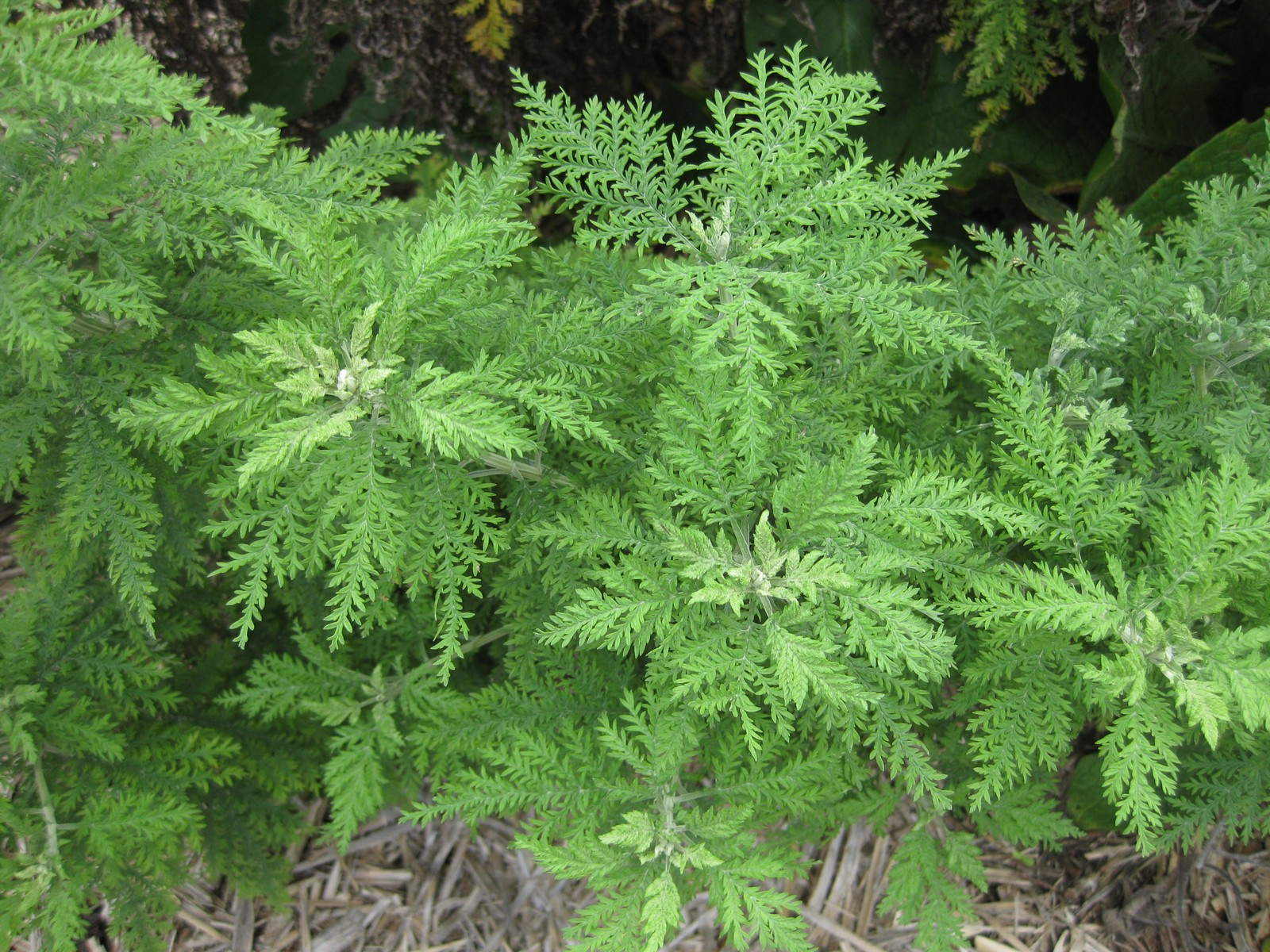
Artemisia abrotanum

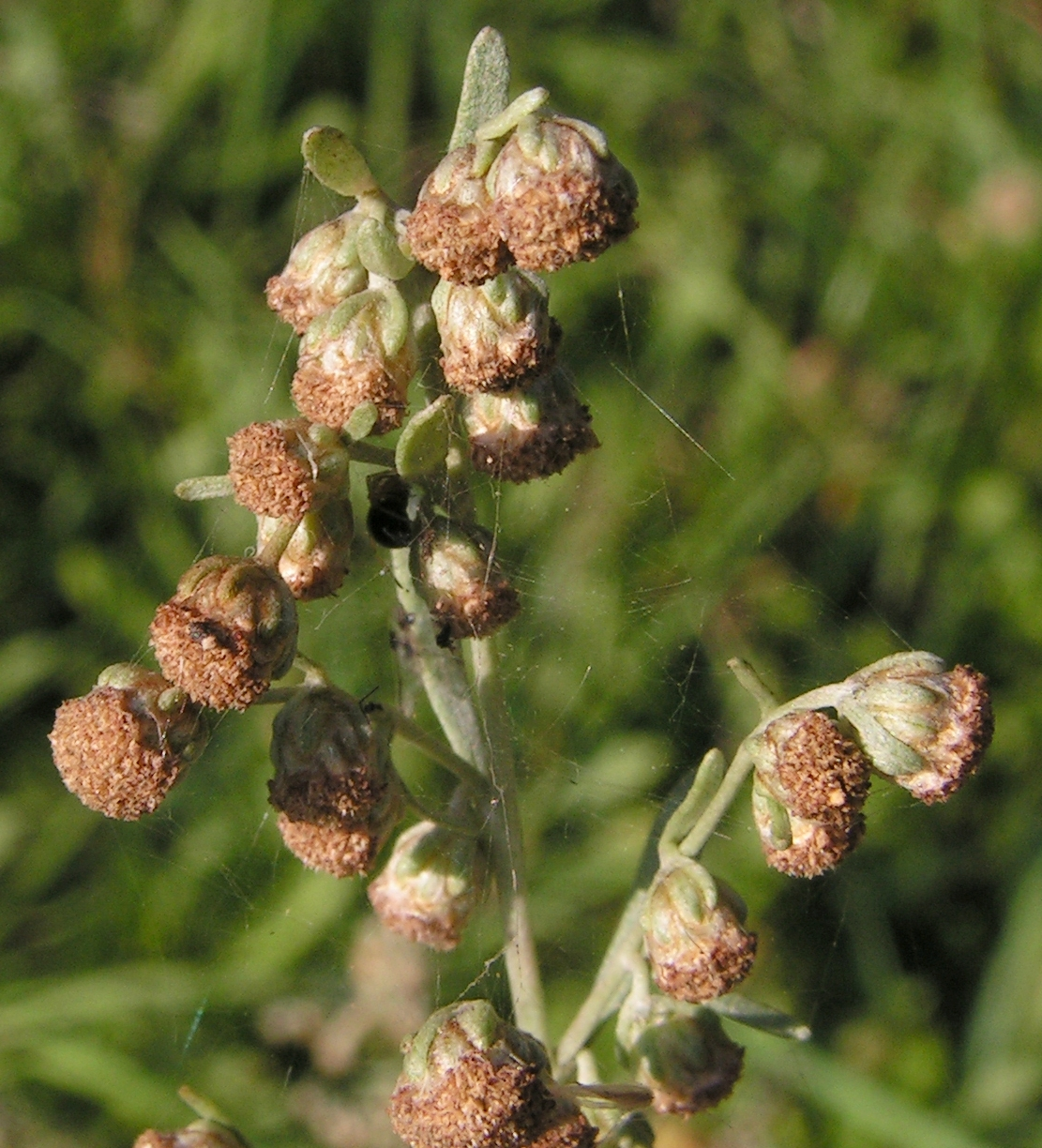
Artemisia absinthium

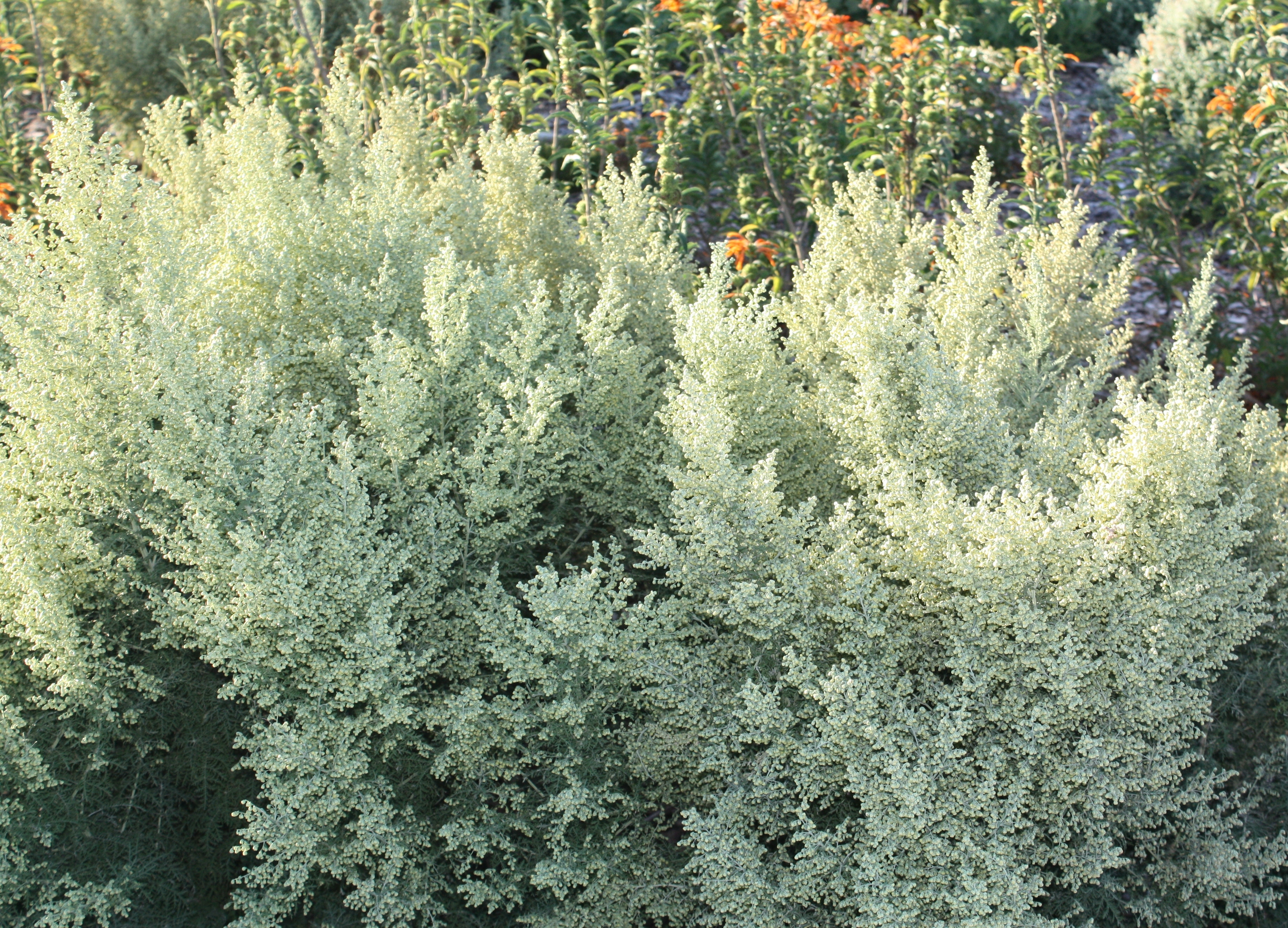
Artemisia afra

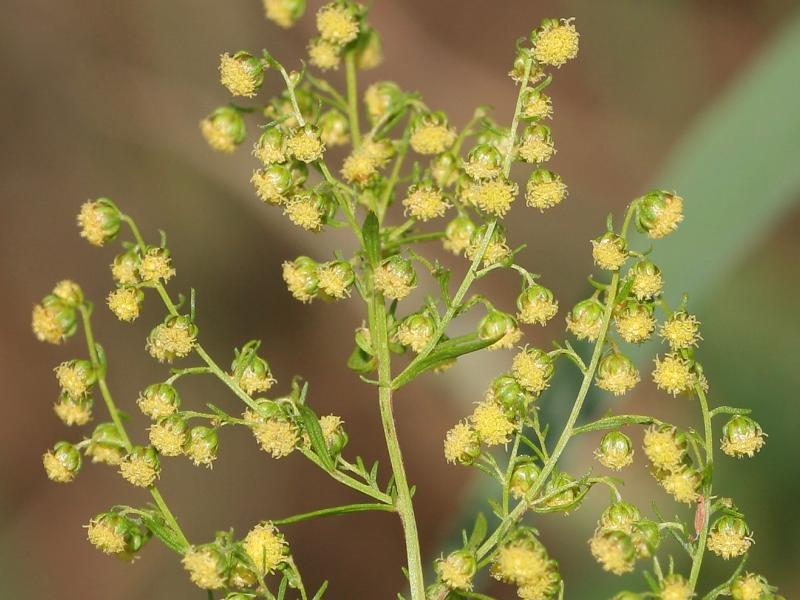
Artemisia annua

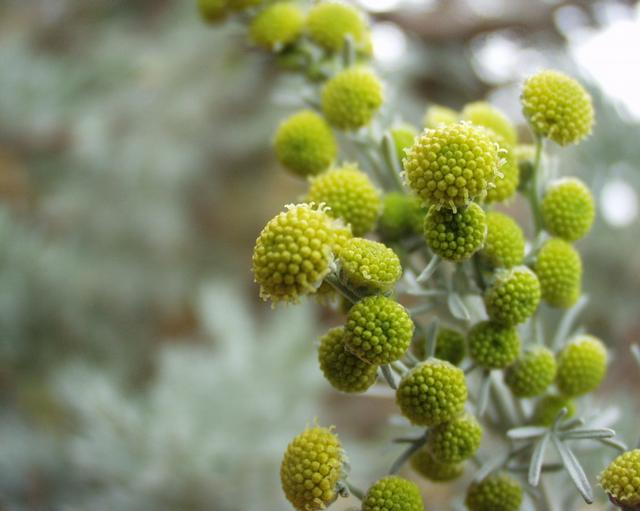
Artemisia arborescens

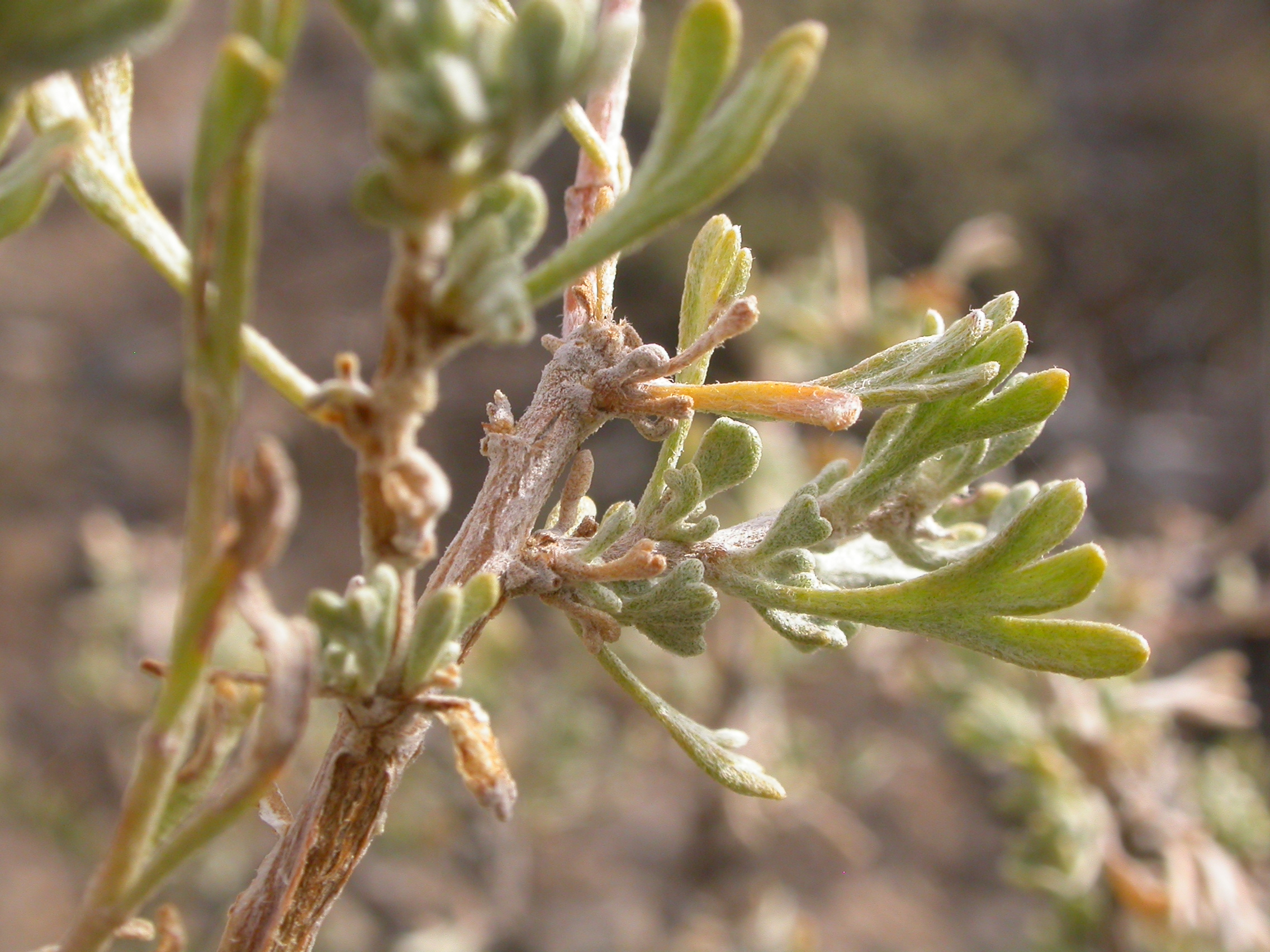
Artemisia arbuscula

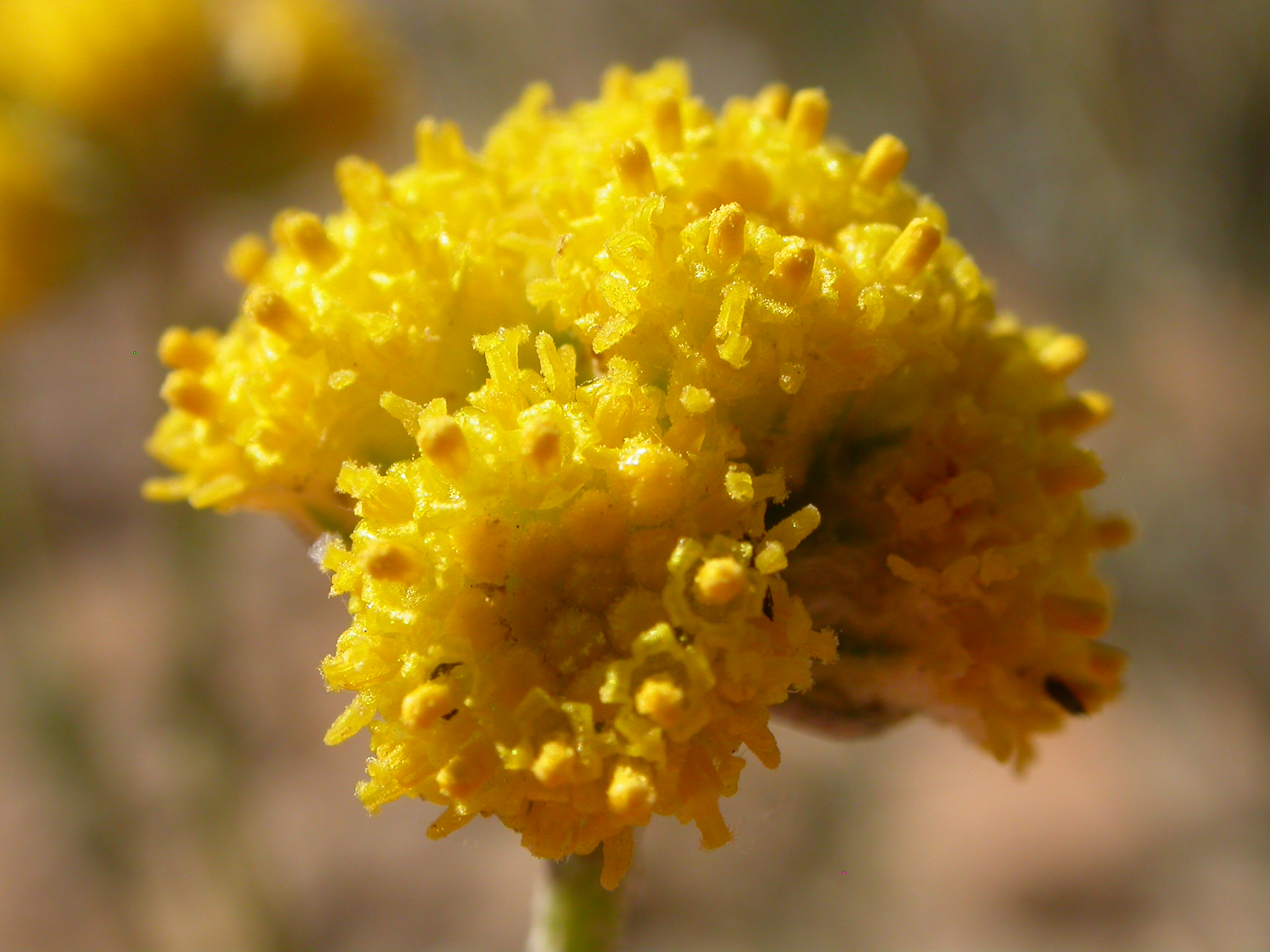
Artemisia argentea

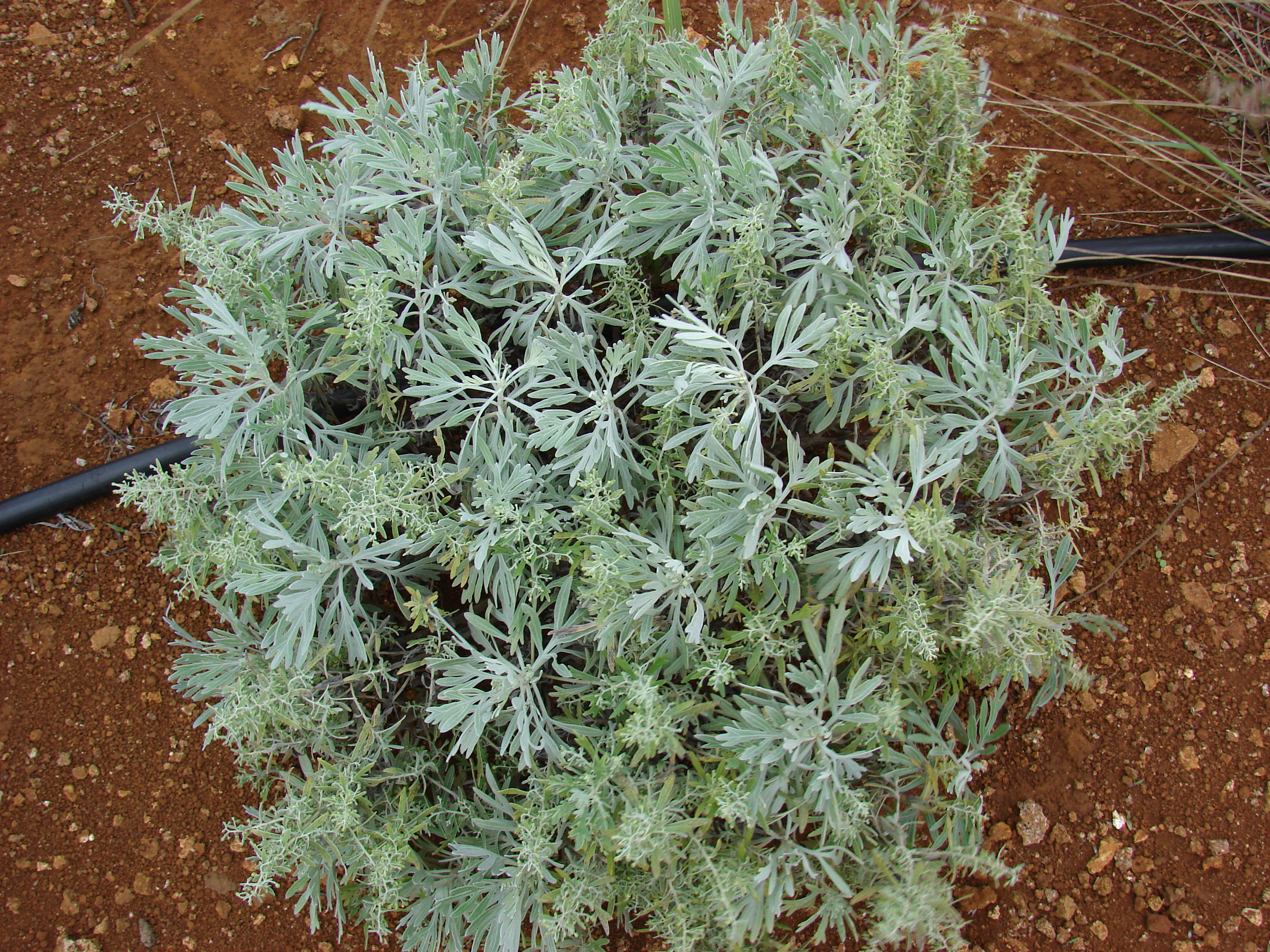
Artemisia australis

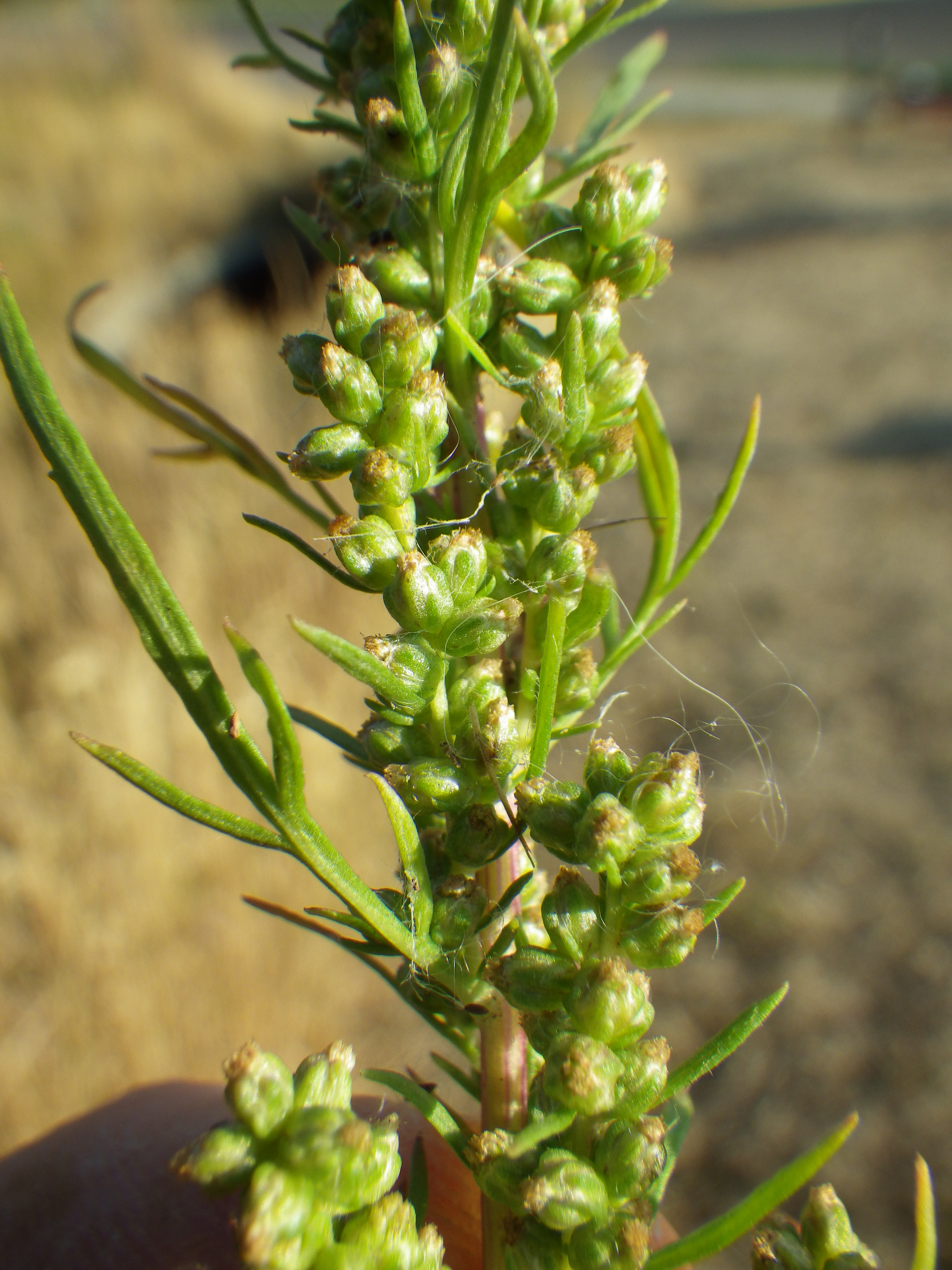
Artemisia biennis

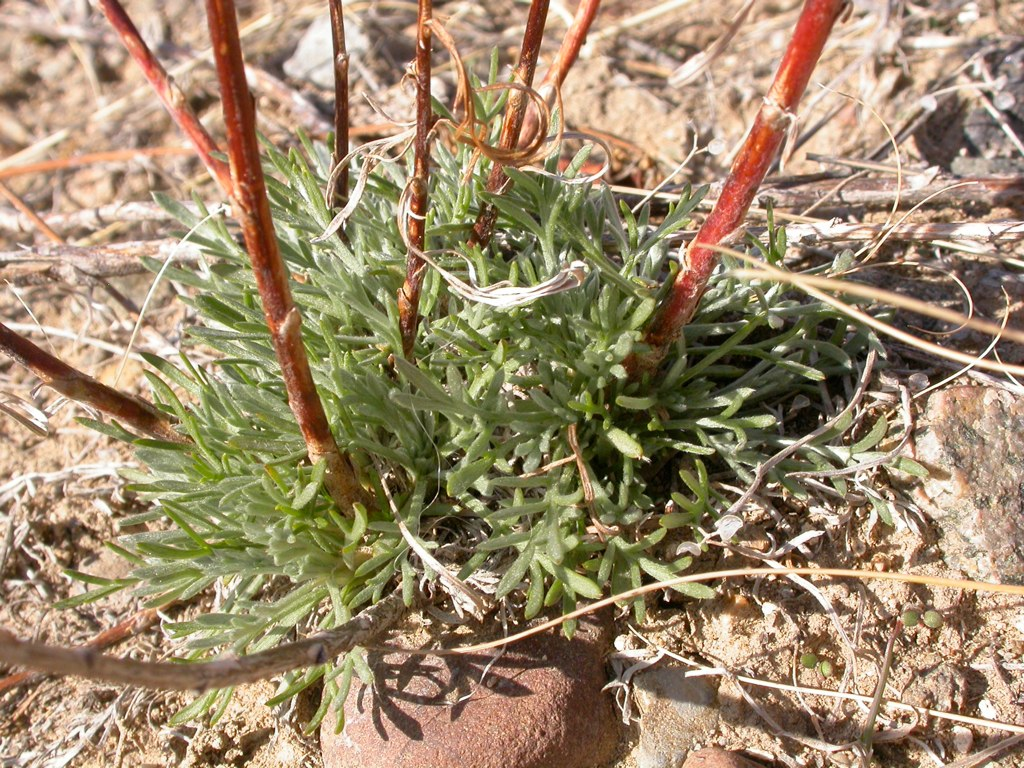
Artemisia campestris

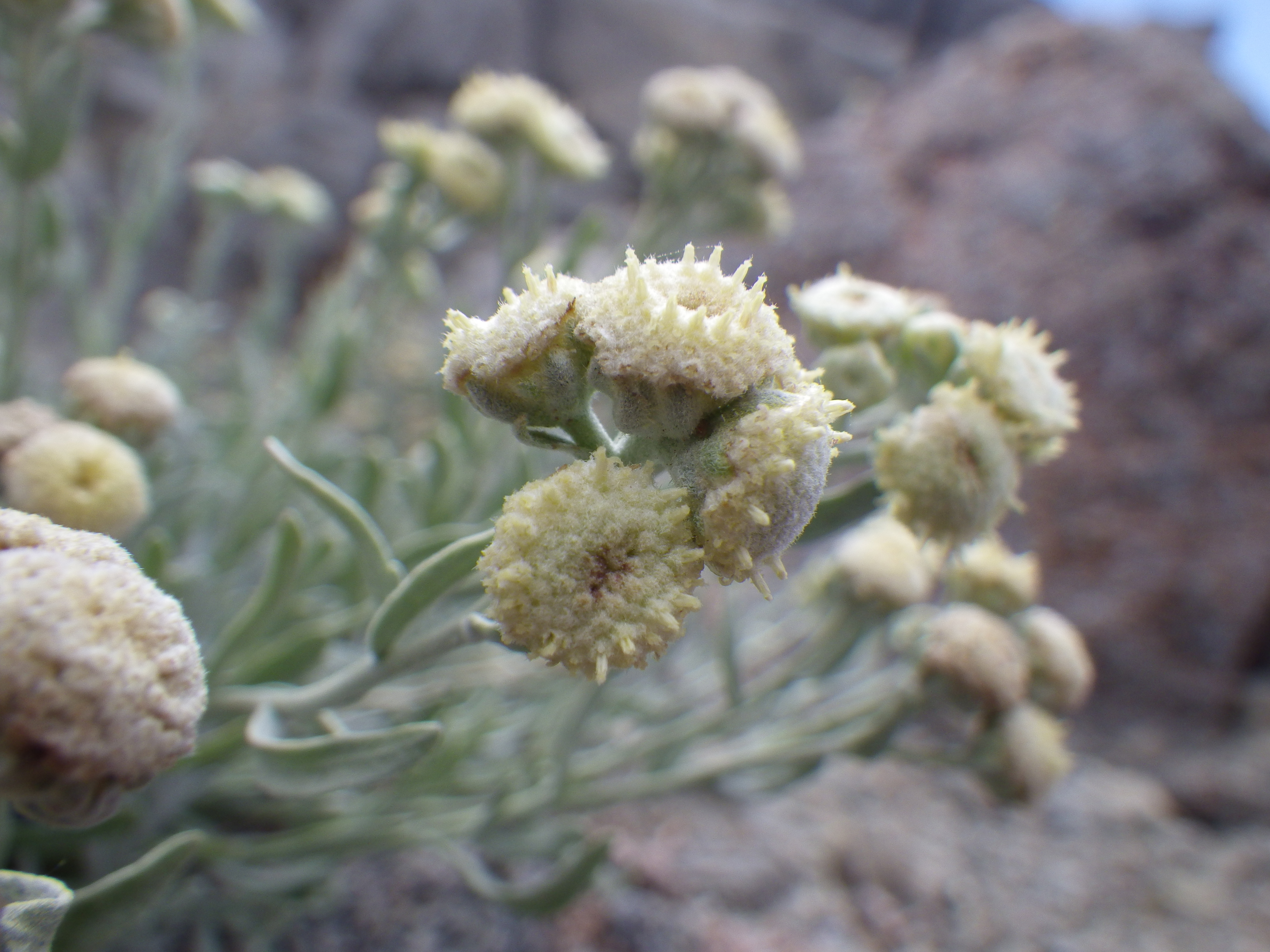
Artemisia cana

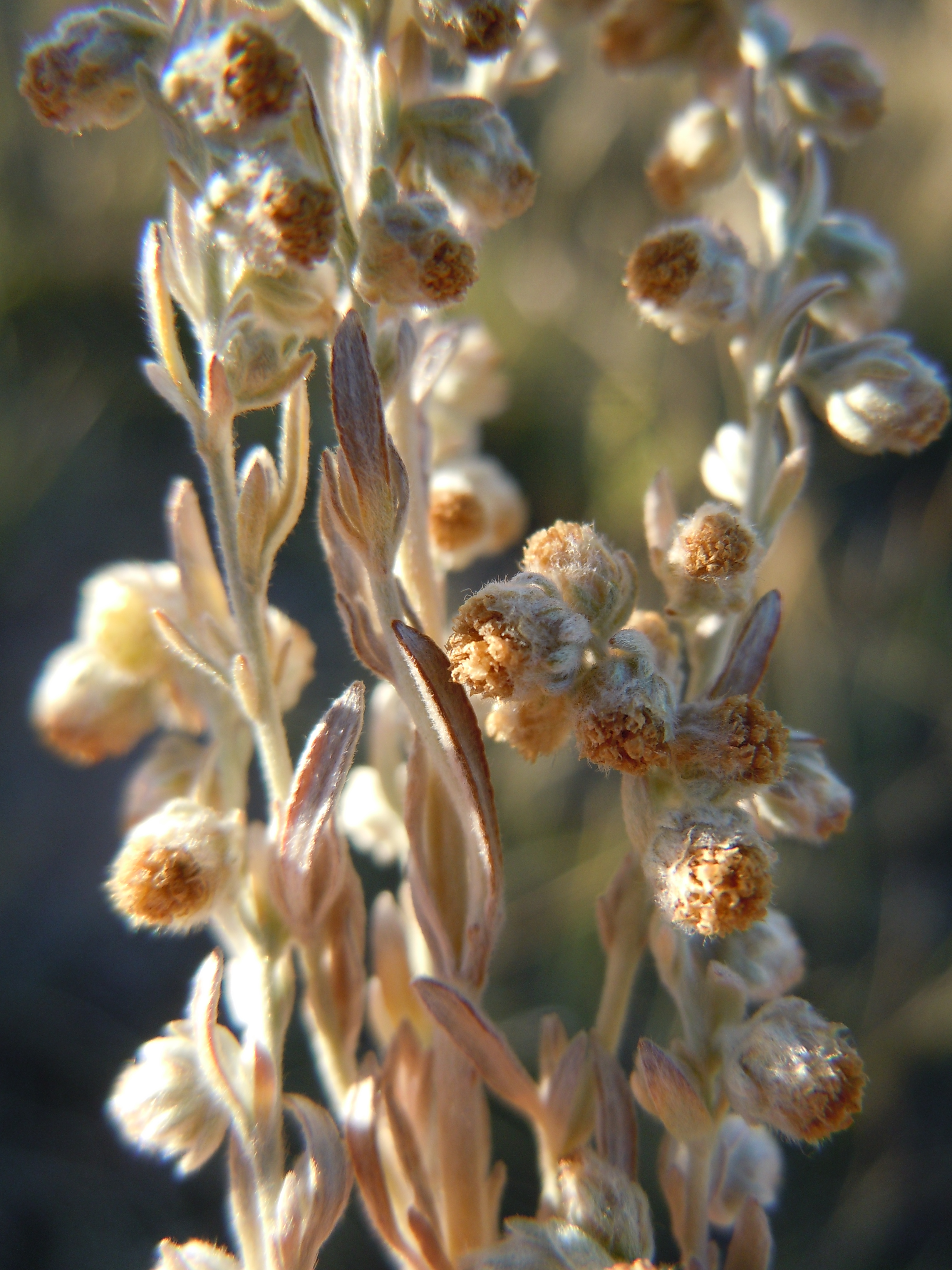
Artemisia frigida

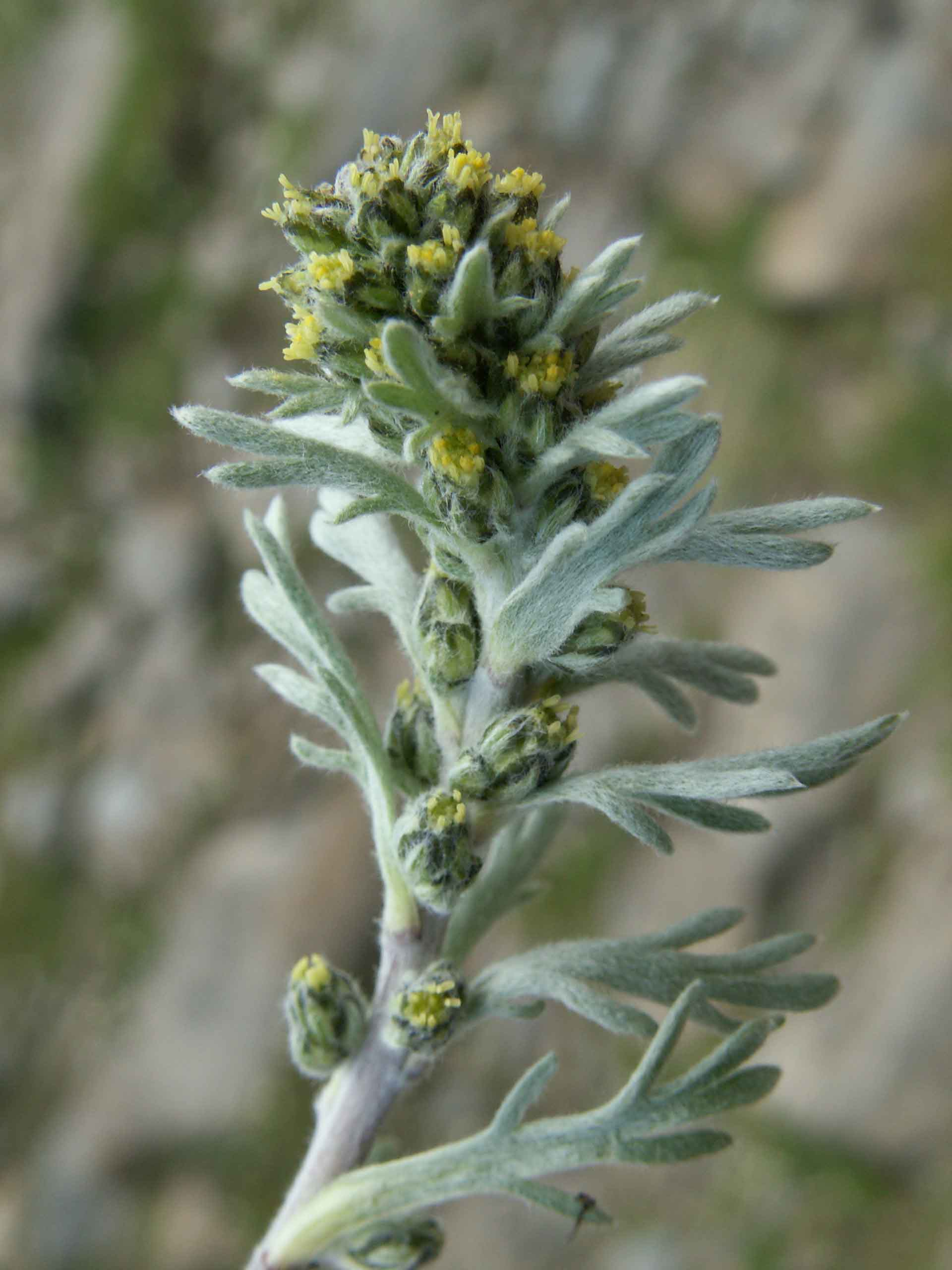
Artemisia genipi

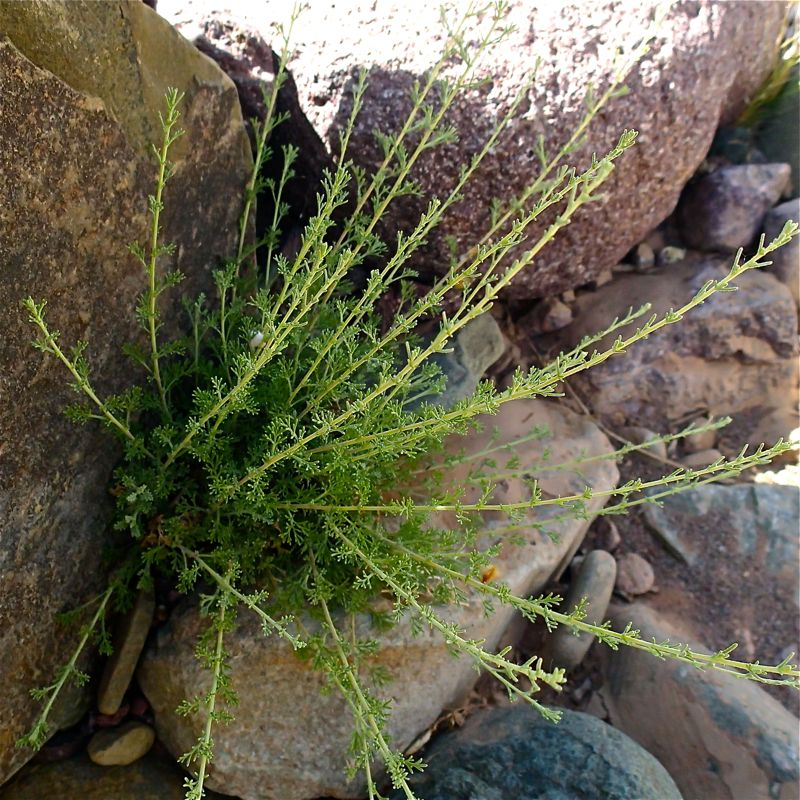
Artemisia herba-alba

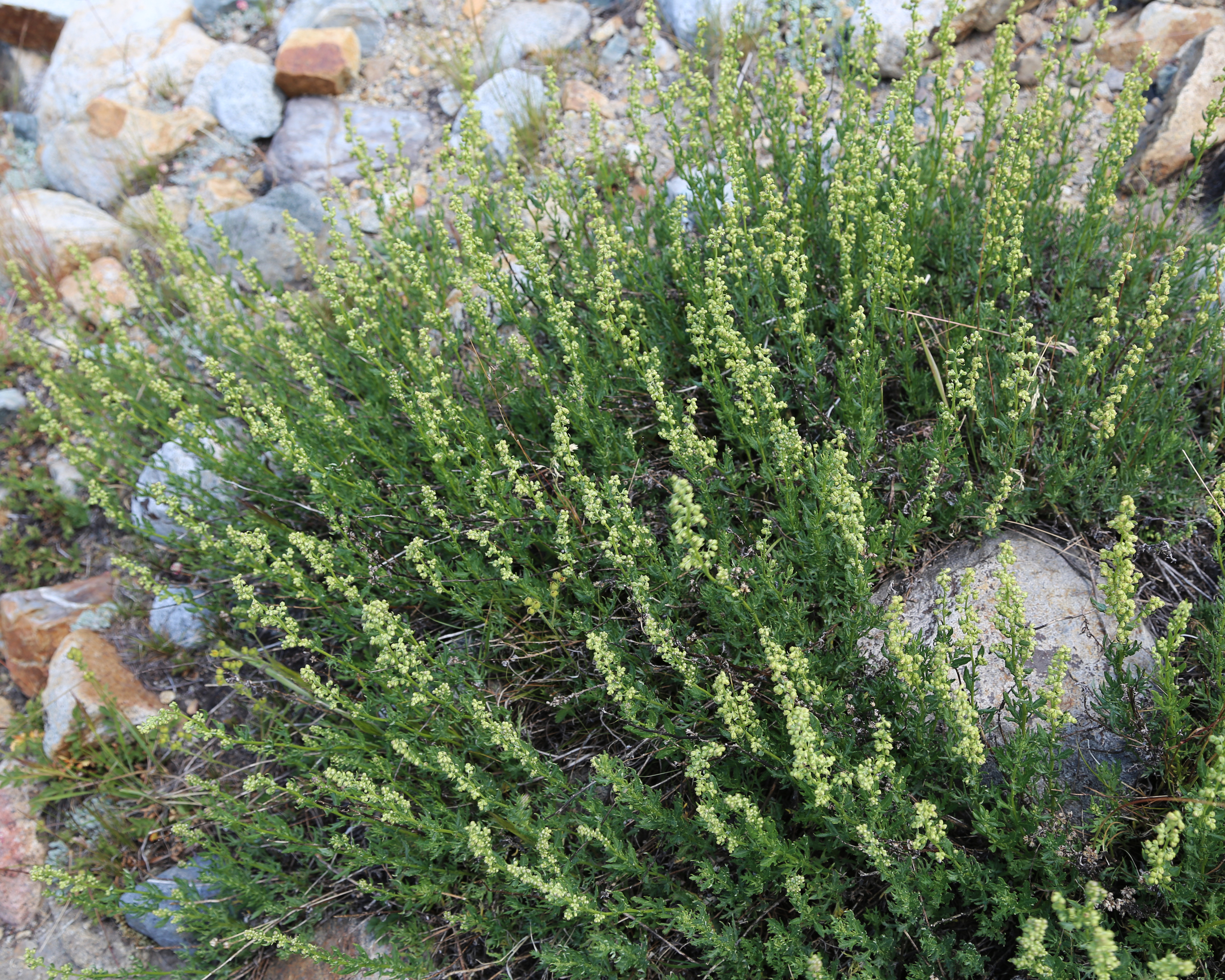
Artemisia ludoviciana

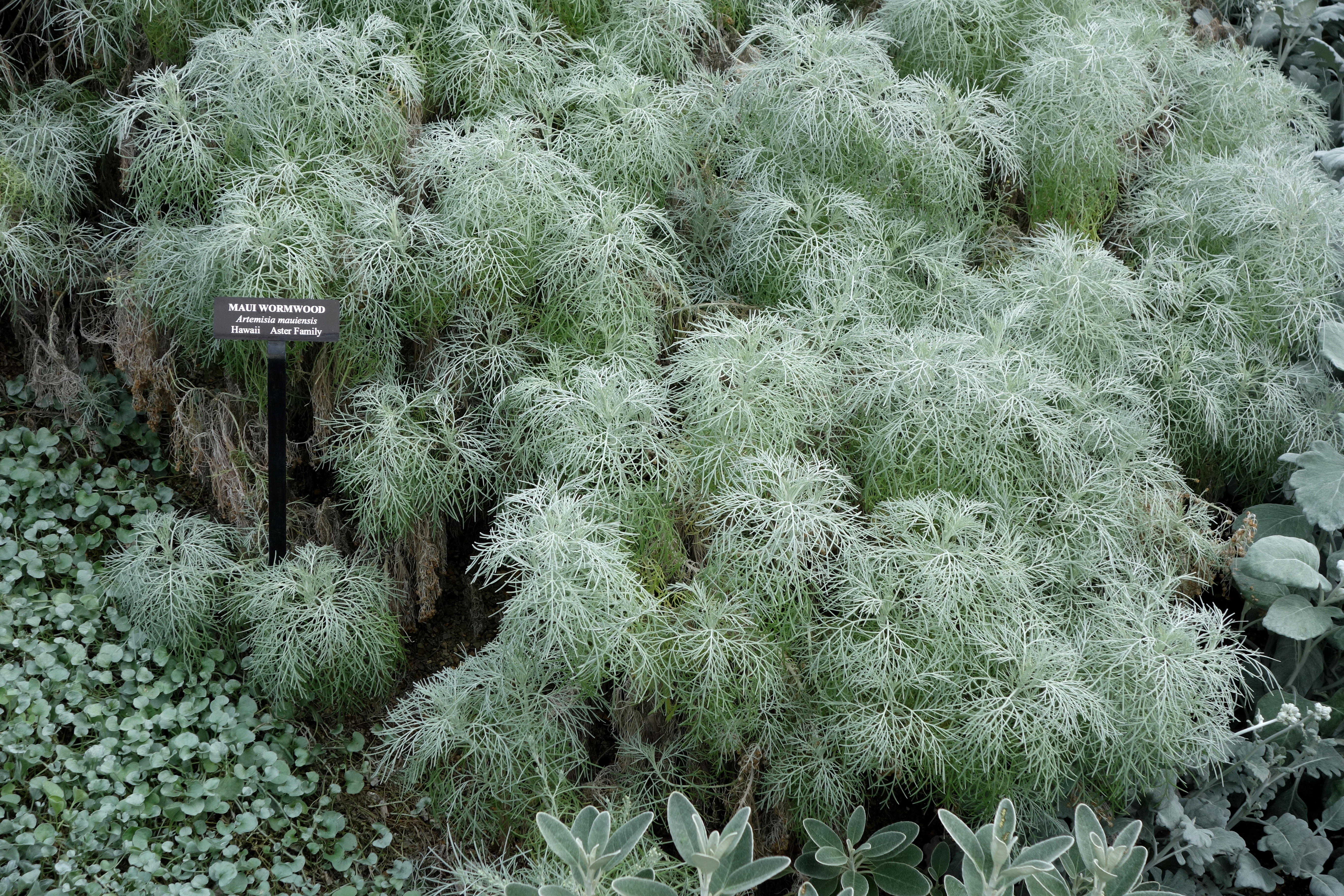
Artemisia mauiensis

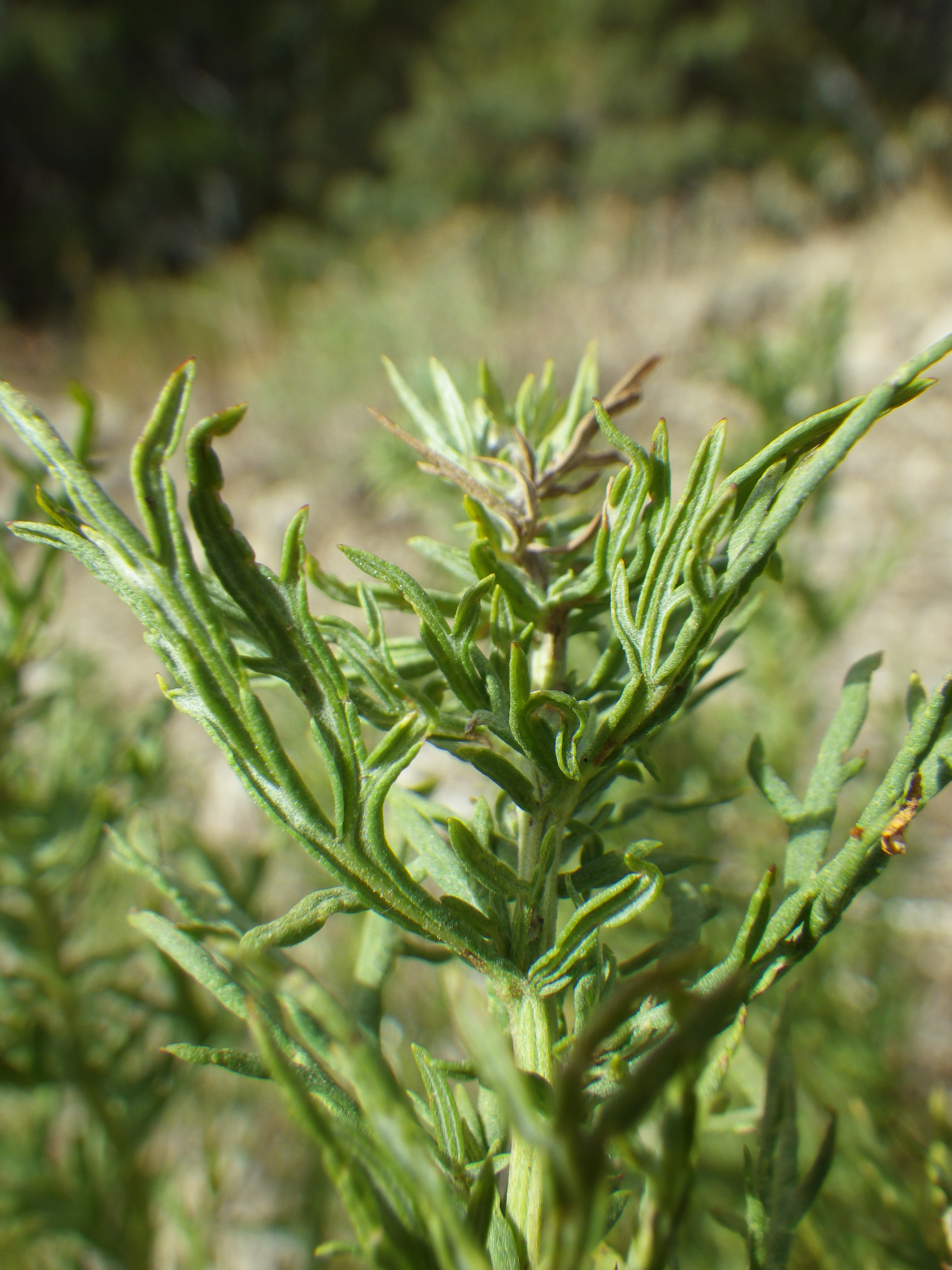
Artemisia michauxiana

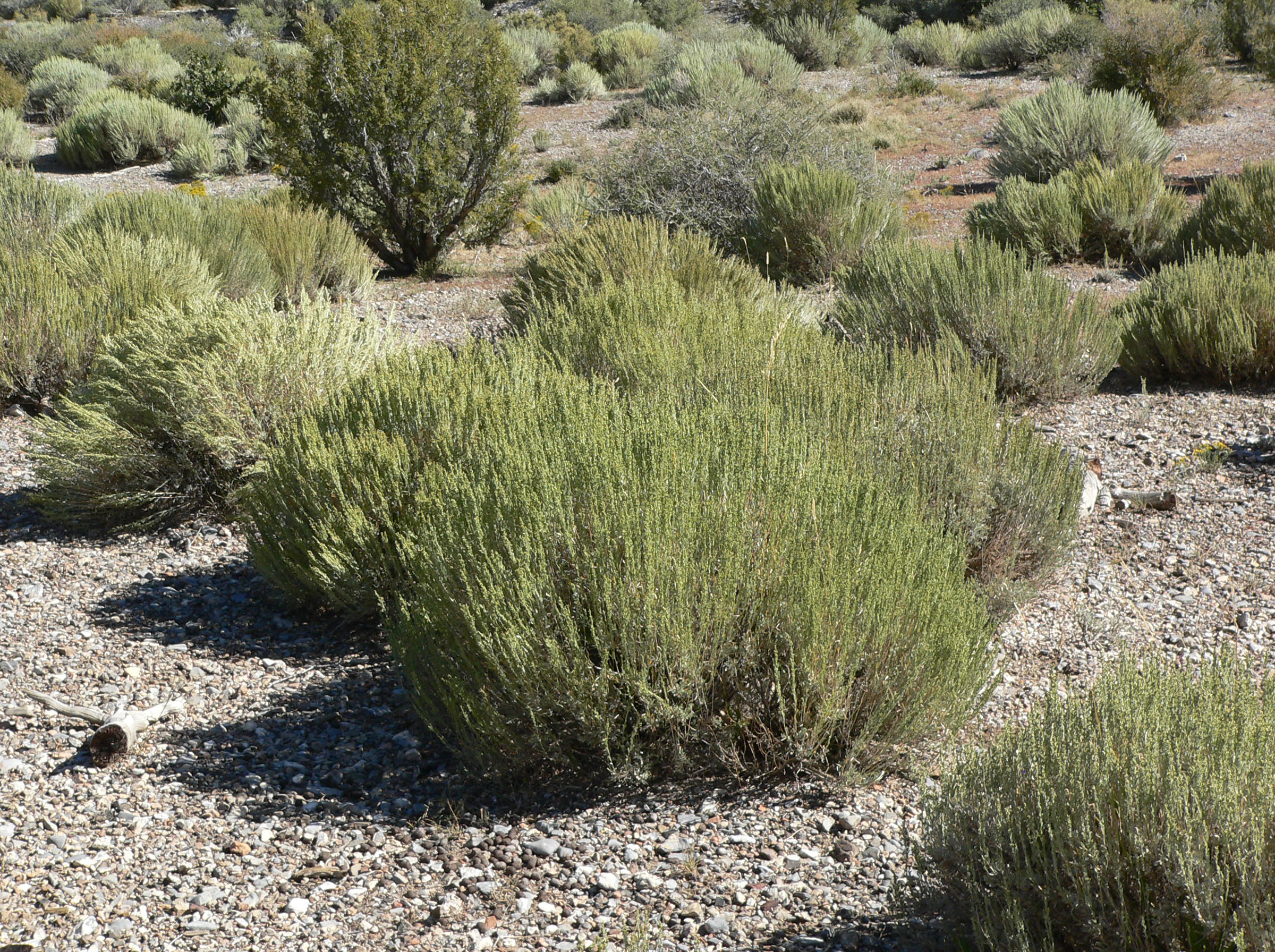
Artemisia nova

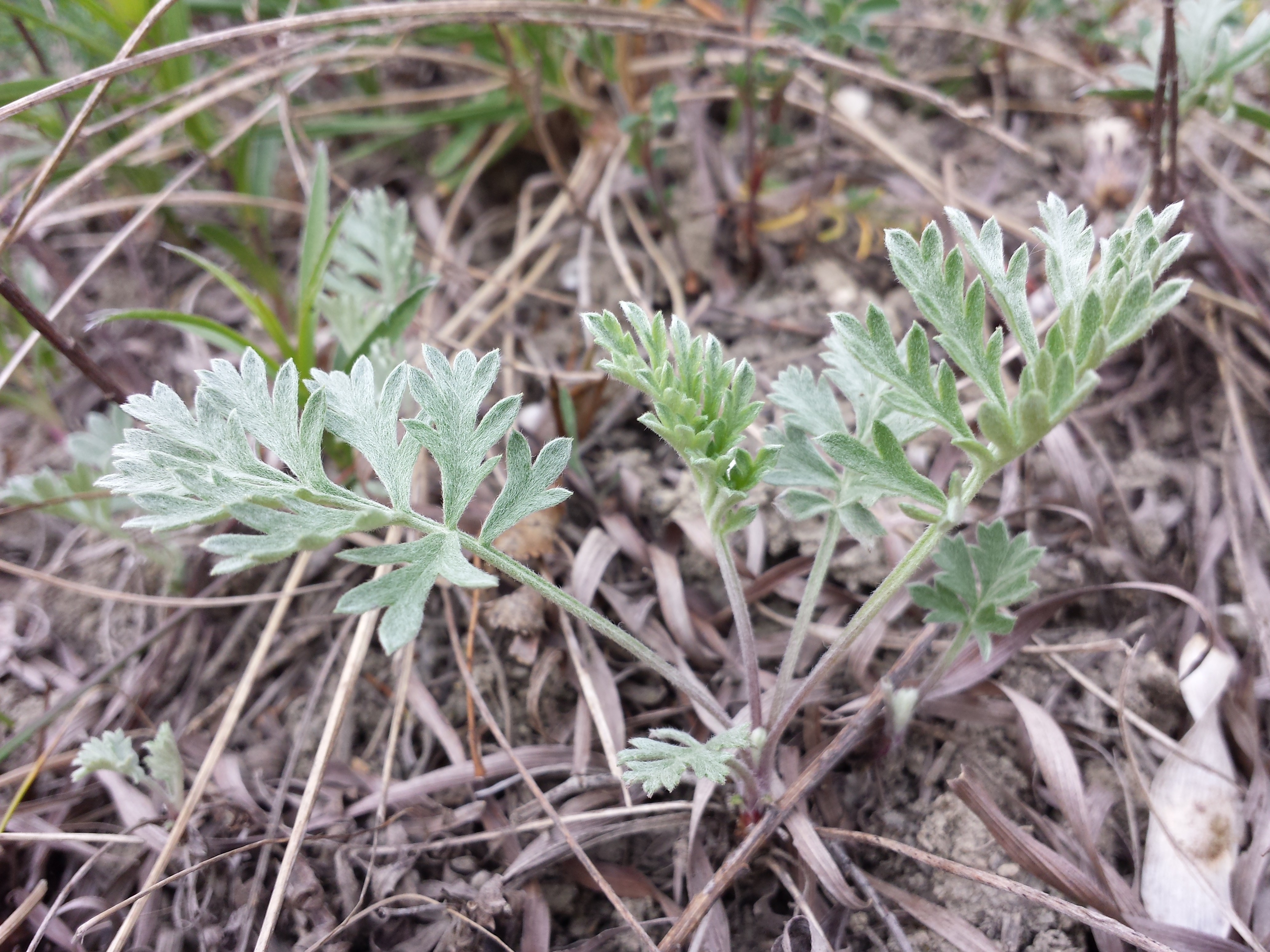
Artemisia pancicii

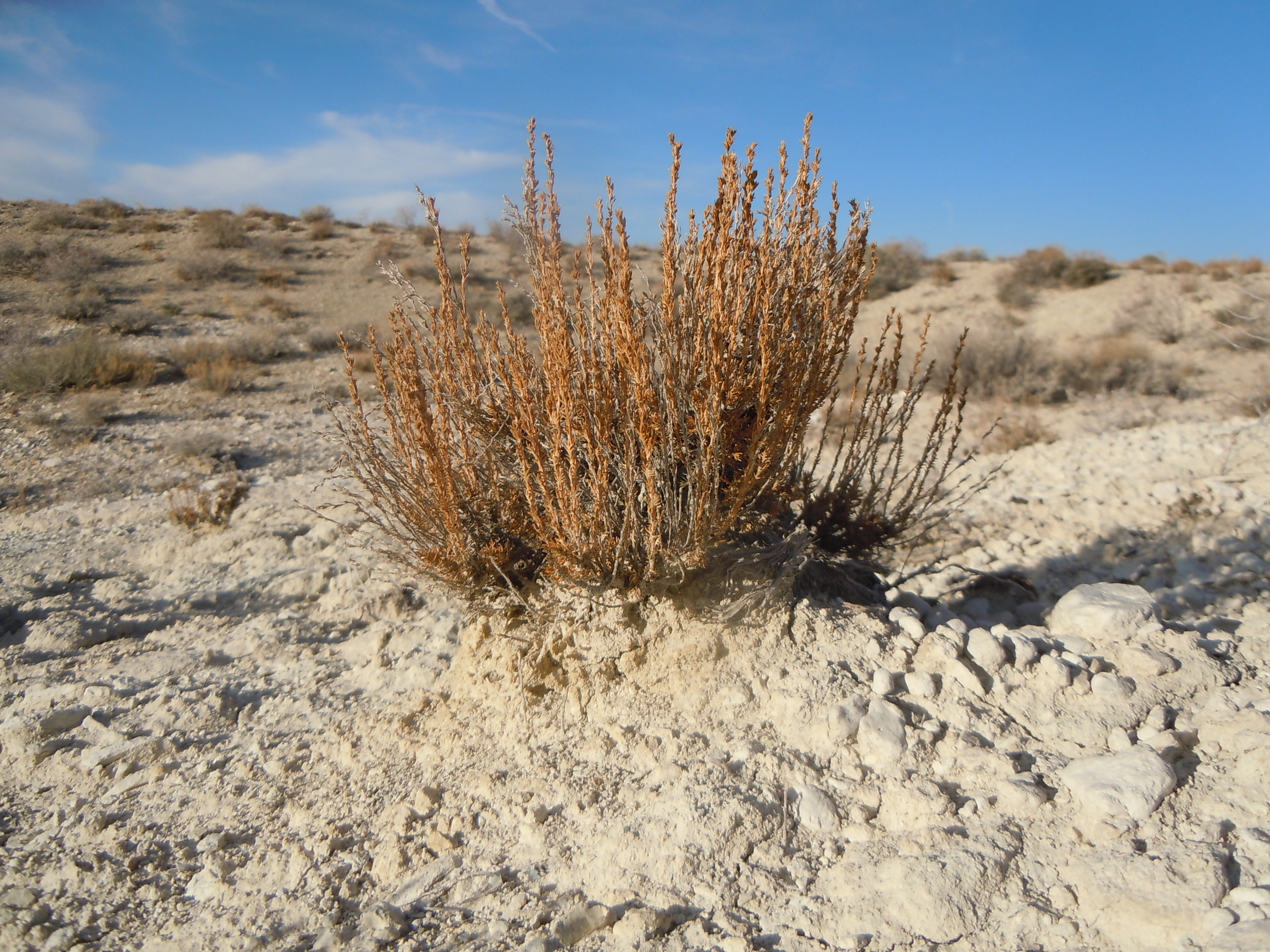
Artemisia pygmaea

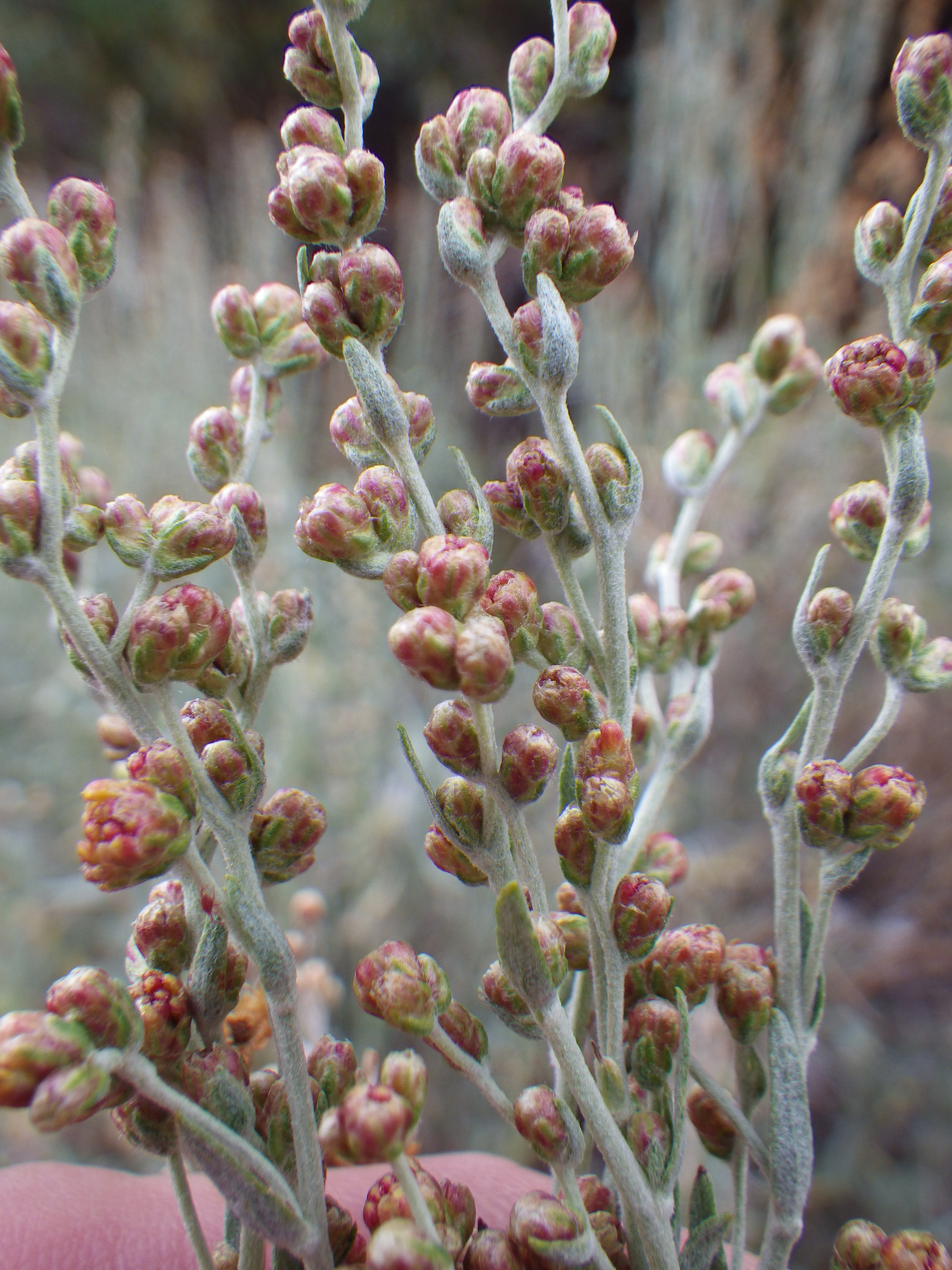
Artemisia tridentata

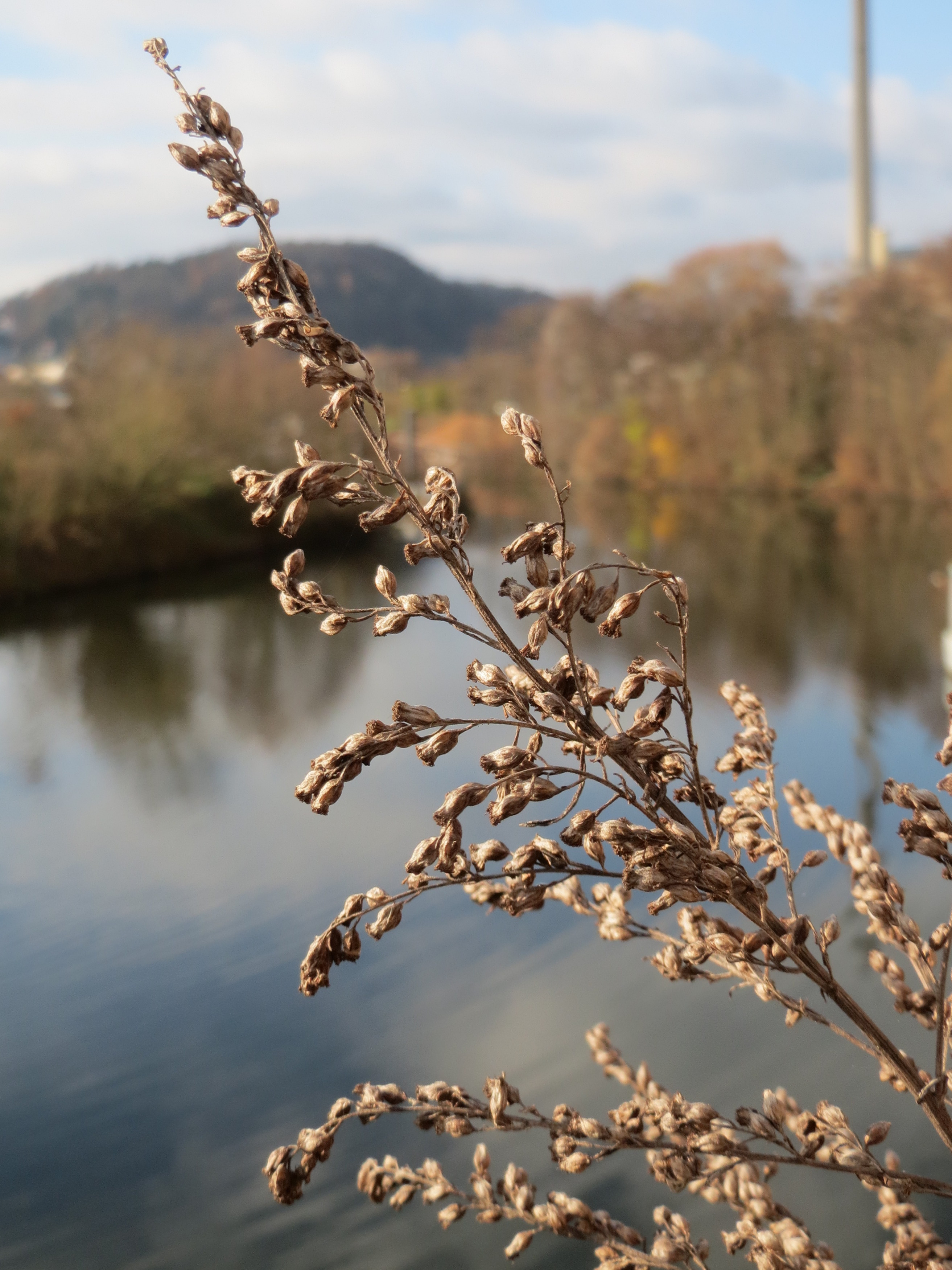
Artemisia vulgaris

- Artemisia abaensis Y.R.Ling & S.Y.Zhao
- Artemisia abbreviata (Krasch. ex Korobkov) Krasnob.
- Artemisia abrotanum L. – bylica boże drzewko
- Artemisia absinthium L. – bylica piołun
- Artemisia abyssinica Sch.Bip. ex A.Rich.
- Artemisia adamsii Besser
- Artemisia afghanica Rech.f. & Köie
- Artemisia aflatunensis Poljakov ex U.P.Pratov & V.V.Bakanova
- Artemisia afra Jacq. ex Willd.
- Artemisia aksaiensis Y.R.Ling
- Artemisia alaskana Rydb.
- Artemisia alba Turra
- Artemisia albicaulis Nevski
- Artemisia albicerata Krasch.
- Artemisia alcockii Pamp.
- Artemisia aleutica Hultén
- Artemisia algeriensis Filatova
- Artemisia alpina Pall. ex Willd.
- Artemisia ammaniana Besser
- Artemisia amoena Poljakov
- Artemisia amygdalina Decne.
- Artemisia andersiana Podlech
- Artemisia anethifolia Weber ex Stechm.
- Artemisia anethoides Mattf.
- Artemisia angustissima Nakai
- Artemisia annua L. – bylica roczna
- Artemisia anomala S.Moore
- Artemisia apiacea Hance
- Artemisia aralensis Krasch.
- Artemisia araxina Takht.
- Artemisia arborescens (Vaill.) L.
- Artemisia arbuscula Nutt.
- Artemisia arctica (Besser) Leonova
- Artemisia arctisibirica Korobkov
- Artemisia argentea L'Hér.
- Artemisia argyi H.Lév. & Vaniot
- Artemisia argyrophylla Ledeb.
- Artemisia armeniaca Lam. – bylica armeńska
- Artemisia arschantinica Darijma
- Artemisia aschurbajewii C.Winkl.
- Artemisia atlantica Coss. & Durieu
- Artemisia atrata Lam.
- Artemisia atrovirens Hand.-Mazz.
- Artemisia aucheri Boiss.
- Artemisia aurata Kom.
- Artemisia australis Less.
- Artemisia austriaca Jacq. – bylica austriacka
- Artemisia austrohimalayana Y.R.Ling & Puri
- Artemisia austroyunnanensis Ling & Y.R.Ling
- Artemisia avarica Minat.
- Artemisia badhysi Krasch. & Lincz. ex Poljakov
- Artemisia baimaensis Y.R.Ling & Z.C.Chuo
- Artemisia balchanorum Krasch.
- Artemisia baldshuanica Krasch. & Zaprjag.
- Artemisia banihalensis M.K.Kaul & S.K.Bakshi
- Artemisia bargusinensis Spreng.
- Artemisia barrelieri Besser
- Artemisia bejdemaniae Leonova
- Artemisia bhutanica Grierson & Spring.
- Artemisia biennis Willd. – bylica dwuletnia
- Artemisia bigelovii A.Gray
- Artemisia blepharolepis Bunge
- Artemisia borealisiamensis Y.R.Ling & Humphries
- Artemisia botschantzevii Filatova
- Artemisia bottnica Lundstr. ex Kindb.
- Artemisia brachyloba Franch.
- Artemisia brachyphylla Kitam.
- Artemisia caerulescens L.
- Artemisia caespitosa Ledeb.
- Artemisia californica Less.
- Artemisia calophylla Pamp.
- Artemisia camelorum Krasch.
- Artemisia campbellii Hook.f. & Thomson ex C.B.Clarke
- Artemisia campestris L. – bylica polna
- Artemisia cana Pursh
- Artemisia capillaris Thunb.
- Artemisia carruthii Alph.Wood ex Carruth.
- Artemisia carvifolia Buch.-Ham. ex Roxb.
- Artemisia cashemirica Kaul & Bakshi
- Artemisia chamaemelifolia Vill.
- Artemisia chamissoniana Besser ex Hook.
- Artemisia chienshanica Ling & W.Wang
- Artemisia chingii Pamp.
- Artemisia chitachensis (Maire) Coss. ex Y.R.Ling
- Artemisia chrysostachya Rech.f. & Köie
- Artemisia cina Berg ex Poljakov – bylica cytwarowa
- Artemisia ciniformis Krasch. & Popov ex Poljakov
- Artemisia codonocephala Diels
- Artemisia comaiensis Ling & Y.R.Ling
- Artemisia commutata Besser
- Artemisia compacta Fisch. ex DC.
- Artemisia conaensis Ling & Y.R.Ling
- Artemisia congesta Kitam.
- Artemisia copa Phil.
- Artemisia cuspidata Krasch.
- Artemisia daghestanica Krasch. & Poretzky
- Artemisia dahurica (Turcz.) Poljakov
- Artemisia dalailamae Krasch.
- Artemisia davazamczii Darijma & Kamelin
- Artemisia debilis Kitam.
- Artemisia demissa Krasch.
- Artemisia densifolia Filatova
- Artemisia depauperata Krasch.
- Artemisia deserti Krasch.
- Artemisia desertorum Spreng.
- Artemisia deversa Diels
- Artemisia dimoana Popov
- Artemisia disjuncta Krasch.
- Artemisia divaricata (Pamp.) Pamp.
- Artemisia dolosa Krasch.
- Artemisia domingensis Urb.
- Artemisia douglasiana Besser ex Besser
- Artemisia dracunculiformis Krasch.
- Artemisia dracunculus L. – bylica draganek
- Artemisia dubia L. ex B.D.Jacks.
- Artemisia dumosa Poljakov
- Artemisia duthreuil-de-rhinsi Krasch.
- Artemisia echegarayi Hieron.
- Artemisia eldarica Rzazade
- Artemisia elenae Kupr.
- Artemisia emeiensis Y.R.Ling
- Artemisia eriopoda Bunge
- Artemisia erlangshanensis Ling & Y.R.Ling
- Artemisia fauriei Nakai
- Artemisia feddei H.Lév. & Vaniot
- Artemisia ferganensis Krasch. ex Poljakov
- Artemisia filatovae Kuorijanov
- Artemisia filifolia Torr.
- Artemisia filiformilobulata Y.R.Ling & Puri
- Artemisia finita Kitag.
- Artemisia flaccida Hand.-Mazz.
- Artemisia flahaultii Emb. & Maire
- Artemisia fontanesiana Besser
- Artemisia forrestii W.W.Sm.
- Artemisia fragrans Willd.
- Artemisia franserioides Greene
- Artemisia freyniana (Pamp.) Krasch. – bylica Freyna
- Artemisia frigida Willd. – bylica frędzlasta
- Artemisia fukudo Makino
- Artemisia fulgens Pamp.
- Artemisia furcata M.Bieb.
- Artemisia galinae Ikonn.
- Artemisia gansuensis Ling & Y.R.Ling
- Artemisia genipi Weber ex Stechm.
- Artemisia gilvescens Miq.
- Artemisia giraldii Pamp.
- Artemisia glabella Kar. & Kir.
- Artemisia glacialis L.
- Artemisia glanduligera Krasch. ex Poljakov
- Artemisia globosa Krasch.
- Artemisia globosoides Ling & Y.R.Ling
- Artemisia globularia Cham. ex Besser
- Artemisia glomerata Ledeb.
- Artemisia gmelinii Weber ex Stechm.
- Artemisia gobica (Krasch.) Grubov
- Artemisia gongshanensis Y.R.Ling & Humphries
- Artemisia gorgonum Webb
- Artemisia gracilescens Krasch. & Iljin
- Artemisia granatensis Boiss.
- Artemisia grubovii Filatova
- Artemisia gurganica (Krasch.) Filat.
- Artemisia gyangzeensis Ling & Y.R.Ling
- Artemisia gyitangensis Ling & Y.R.Ling
- Artemisia gypsacea „Krasch., Popov & Lincz. ex Poljakov”
- Artemisia hallaisanensis Nakai
- Artemisia halodendron Turcz. ex Besser
- Artemisia halophila Krasch.
- Artemisia hancei (Pamp.) Ling & Y.R.Ling
- Artemisia haussknechtii Boiss.
- Artemisia hedinii Ostenf.
- Artemisia henriettae Krasch.
- Artemisia herba-alba Asso
- Artemisia hippolyti Butkov
- Artemisia hololeuca M.Bieb. ex Besser
- Artemisia huguetii Caball.
- Artemisia hulteniana Vorosch.
- Artemisia ifranensis J.Didier
- Artemisia igniaria Maxim.
- Artemisia implicata Leonova
- Artemisia imponens Pamp.
- Artemisia incana (L.) Druce
- Artemisia incisa Pamp.
- Artemisia inculta Delile
- Artemisia indica Willd.
- Artemisia insipida Vill.
- Artemisia insulana Krasch.
- Artemisia insularis Kitam.
- Artemisia integrifolia Richards.
- Artemisia iskenderiana Rzazade
- Artemisia issaevii Rzazade
- Artemisia issykkulensis Poljakov
- Artemisia jacutica Drobow
- Artemisia japonica Thunb.
- Artemisia jaxartica Poljakov
- Artemisia jilongensis Y.R.Ling & Humphries
- Artemisia jordanica Danin
- Artemisia judaica L.
- Artemisia junatovii Filatova
- Artemisia juncea Kar. & Kir.
- Artemisia kanashiroi Kitam.
- Artemisia kangmarensis Ling & Y.R.Ling
- Artemisia karavajevii Leonova
- Artemisia kasakorum (Krasch.) Pavlov
- Artemisia kaschgarica Krasch.
- Artemisia kauaiensis (Skottsb.) Skottsb.
- Artemisia kawakamii Hayata
- Artemisia keiskeana Miq.
- Artemisia kelleri Krasch.
- Artemisia kemrudica Krasch.
- Artemisia kitadakensis Hara & Kitam.
- Artemisia klementzae Krasch.
- Artemisia klotzchiana Besser
- Artemisia knorringiana Krasch.
- Artemisia kochiiformis Krasch. & Lincz. ex Poljakov
- Artemisia koidzumii Nakai
- Artemisia kopetdaghensis „Krasch., Popov & Lincz. ex Poljakov”
- Artemisia korovinii Poljakov
- Artemisia kotuchovii Kupr.
- Artemisia kruhsiana Besser
- Artemisia kuschakewiczii C.Winkl.
- Artemisia laciniata Willd.
- Artemisia lactiflora Wall. ex DC. – bylica mlecznobiała
- Artemisia lagocephala (Fisch. ex Besser) DC.
- Artemisia lagopus Fisch. ex Besser
- Artemisia lancea Vaniot
- Artemisia latifolia Ledeb.
- Artemisia ledebouriana Besser
- Artemisia lehmaniana Hook.f.
- Artemisia lehmanniana Bunge
- Artemisia lercheana Weber ex Stechm.
- Artemisia lerchiana Weber
- Artemisia lessingiana Besser
- Artemisia leucodes Schrenk
- Artemisia leucophylla (Turcz. ex Besser) Turcz. ex C.B.Clarke
- Artemisia liaotungensis Kitag.
- Artemisia limosa Koidz.
- Artemisia lipskyi Poljakov
- Artemisia littoricola Kitam.
- Artemisia liukiuensis Kitam.
- Artemisia lobulifolia Boiss.
- Artemisia longifolia Nutt.
- Artemisia loureiroi Kostel.
- Artemisia lucentica „O. de Bolos, Vallès & J. Vigo”
- Artemisia ludoviciana Nutt.
- Artemisia luxurians Ghesq. ex Cavaco & Keraudr.
- Artemisia macilenta (Maxim.) Krasch.
- Artemisia macivarae Hutch. & Dalziel
- Artemisia macrantha Ledeb.
- Artemisia macrocephala Jacquem. ex Besser
- Artemisia macrorhiza Turcz.
- Artemisia magellanica Sch.Bip.
- Artemisia mairei H.Lév.
- Artemisia mandschurica (Kom.) Kom.
- Artemisia mangolica Fisch. ex Bess.
- Artemisia manshurica (Kom.) Kom.
- Artemisia marcellii Pamp.
- Artemisia maritima L. – bylica nadmorska
- Artemisia maroccana Coss.
- Artemisia mattfeldii Pamp.
- Artemisia mauiensis (A.Gray) Skottsb.
- Artemisia maximovicziana (Schum.) Krasch. ex Poljakov
- Artemisia medioxima Krasch. ex Poljakov
- Artemisia mesatlantica Maire
- Artemisia messerschmidtiana Besser
- Artemisia mexicana Willd.
- Artemisia michauxiana Besser
- Artemisia minor Jacquem. ex Besser
- Artemisia molinieri „Quézel, M.Barbero & R.J.Loisel”
- Artemisia mollis J.Gay ex DC.
- Artemisia mollissima D.Don
- Artemisia molluccana Roxb.
- Artemisia mongolica (Fisch. ex Besser) Fisch. ex Nakai
- Artemisia monophylla Kitam.
- Artemisia monosperma Delile
- Artemisia montana (Nakai) Pamp.
- Artemisia moorcroftiana Wall.
- Artemisia morrisonensis Hayata
- Artemisia multiflora Trev.
- Artemisia multisecta Leonova
- Artemisia myriantha Wall. ex Besser
- Artemisia nachitschevanica Rzazade
- Artemisia nakaii Pamp.
- Artemisia namanganica Poljakov
- Artemisia nanschanica Krasch.
- Artemisia negrei Ouyahya
- Artemisia nesiotica P.H.Raven
- Artemisia niitakayamensis Hayata
- Artemisia nilagirica (C.B.Clarke) Pamp.
- Artemisia nitida Bertol.
- Artemisia nitrosa Weber ex Stechm.
- Artemisia nortonii Pamp.
- Artemisia norvegica Fr.
- Artemisia nova A.Nelson
- Artemisia nujianensis (Ling & Y.R.Ling) Y.R.Ling
- Artemisia nutans Willd.
- Artemisia obtusiloba Ledeb.
- Artemisia occidentalisichuanensis Y.R.Ling & S.Y.Zhao
- Artemisia occidentalisinensis Y.R.Ling
- Artemisia oelandica (Besser) Krasch.
- Artemisia olchonensis Leonova
- Artemisia olgensis Vorosch.
- Artemisia oligocarpa Hayata
- Artemisia olivieri J.Gay ex DC.
- Artemisia oranensis (Debeaux) Filatova
- Artemisia ordosica Krasch.
- Artemisia orientalihengduangensis Ling & Y.R.Ling
- Artemisia orientalixizangensis Y.R.Ling & Humphries
- Artemisia orientaliyunnanensis Y.R.Ling
- Artemisia oxycephala Kitag.
- Artemisia packardiae J.W.Grimes & Ertter
- Artemisia pallens Wall. ex DC.
- Artemisia palmeri A.Gray
- Artemisia palustris L.
- Artemisia pamirica C.Winkl.
- Artemisia pancicii Ronniger ex Danihelka & Marhold
- Artemisia pannosa Krasch.
- Artemisia papposa S.F.Blake & Cronquist
- Artemisia parviflora Roxb. ex D.Don
- Artemisia pattersonii A.Gray
- Artemisia pauciflora Weber ex Stechm.
- Artemisia pedatifida Nutt.
- Artemisia pedemontana Balb.
- Artemisia pedunculosa Miq.
- Artemisia pengchuoensis Y.R.Ling & S.Y.Zhao
- Artemisia persica Boiss.
- Artemisia pewzowii C.Winkl.
- Artemisia phaeolepis Krasch.
- Artemisia phyllobotrys (Hand.-Mazz.) Ling & Y.R.Ling
- Artemisia pineticola Kupr.
- Artemisia poljakovii Filatova
- Artemisia polybotryoidea Y.R.Ling
- Artemisia polysticha Poljakov
- Artemisia pontica L. – bylica pontyjska
- Artemisia porrecta Krasch. ex Poljakov
- Artemisia porteri Cronquist
- Artemisia potentillifolia H.Lév.
- Artemisia prasina Krasch. ex Poljakov
- Artemisia prattii (Pamp.) Ling & Y.R.Ling
- Artemisia prilipkoana Rzazade
- Artemisia princeps Pamp.
- Artemisia pringlei Greenm.
- Artemisia prolixa Krasch. ex Poljakov
- Artemisia przewalskii Krasch.
- Artemisia pubescens Ledeb.
- Artemisia punctigera Krasch. ex Poljakov
- Artemisia pycnocephala (Less.) DC.
- Artemisia pycnorhiza Ledeb.
- Artemisia pygmaea A.Gray
- Artemisia qinlingensis Ling & Y.R.Ling
- Artemisia quinqueloba Trautv.
- Artemisia radicans Kupr.
- Artemisia ramosa Buch
- Artemisia remotiloba Krasch. ex Poljakov
- Artemisia reptans C.Sm. ex Link
- Artemisia rhodantha Rupr.
- Artemisia rigida (Nutt.) A.Gray – bylica sztywna
- Artemisia robusta (Pamp.) Ling & Y.R.Ling
- Artemisia rosthornii Pamp.
- Artemisia rothrockii A.Gray
- Artemisia roxburghiana Wall. ex Besser
- Artemisia rubripes Nakai
- Artemisia rupestris L.
- Artemisia rutifolia Stephan ex Spreng.
- Artemisia saharae Pomel
- Artemisia saissanica (Krasch.) Filatova
- Artemisia saitoana Kitam.
- Artemisia salsoloides Willd.
- Artemisia samoiedorum Pamp.
- Artemisia santolina Schrenk
- Artemisia santolinifolia Turcz. ex Krasch.
- Artemisia santonicum L.
- Artemisia saposhnikovii Krasch. ex Poljakov
- Artemisia sarawschanica C.Winkl.
- Artemisia saxicola Rydb.
- Artemisia schimperi Sch.Bip. ex Engl.
- Artemisia schischkinii Krasch.
- Artemisia schlagintweitiana Klatt
- Artemisia schmidtiana Maxim. – bylica Schmidta
- Artemisia schrenkiana Ledeb.
- Artemisia scoparia Waldst. & Kitam. – bylica miotłowa
- Artemisia scopiformis Ledeb.
- Artemisia scopulorum A.Gray
- Artemisia scotina Nevski
- Artemisia semiarida (Krasch. & Lavrenko) Filatova
- Artemisia senjavinensis Besser
- Artemisia sericea Weber ex Stechm.
- Artemisia serotina Bunge
- Artemisia serrata Nutt.
- Artemisia shangnanensis Ling & Y.R.Ling
- Artemisia shennongjiaensis Ling & Y.R.Ling
- Artemisia sichuanensis Ling & Y.R.Ling
- Artemisia sieberi Besser
- Artemisia sieversiana Ehrh.
- Artemisia simulans Pamp.
- Artemisia sinanensis Y.Yabe
- Artemisia sinensis (Pamp.) Ling & Y.R.Ling
- Artemisia siversiana Ehrh. ex Willd.
- Artemisia smithii Mattf.
- Artemisia sodiroi Hieron. ex Sodiro
- Artemisia sogdiana Bunge
- Artemisia somai Hayata
- Artemisia songarica Schrenk
- Artemisia speciosa (Pamp.) Ling & Y.R.Ling
- Artemisia sphaerocephala Krasch.
- Artemisia spiciformis Osterh.
- Artemisia spicigera K.Koch
- Artemisia splendens Willd.
- Artemisia stelleriana Besser
- Artemisia stenocephala Krasch. ex Poljakov
- Artemisia stipularis Urb. & Ekman
- Artemisia stolonifera (Maxim.) Kom.
- Artemisia stricta Edgew.
- Artemisia subdigitata Mattf.
- Artemisia sublessingiana Krasch. ex Poljakov
- Artemisia subsericea Rouy
- Artemisia succulenta Ledeb.
- Artemisia succulentoides Ling & Y.R.Ling
- Artemisia suksdorfii Piper
- Artemisia swatensis Podlech
- Artemisia sylvatica Maxim.
- Artemisia sylviana F.O.Wolf
- Artemisia szowitziana (Besser) Grossh.
- Artemisia tafelii Mattf.
- Artemisia taibaishanensis Y.R.Ling & Humphries
- Artemisia tainingensis Hand.-Mazz.
- Artemisia tanacetifolia L.
- Artemisia tangutica Pamp.
- Artemisia taurica Willd. – bylica taurydzka
- Artemisia tenuis Rydb.
- Artemisia tenuisecta Nevski
- Artemisia terrae-albae Krasch.
- Artemisia thellungiana Pamp.
- Artemisia thuscula Cav.
- Artemisia tilesii Ledeb.
- Artemisia tilhoana Quézel
- Artemisia togusbulakensis O.Fedtsch.
- Artemisia tomentella Trautv.
- Artemisia tournefortiana Rchb.
- Artemisia transbaicalensis Leonova
- Artemisia transiliensis Poljakov
- Artemisia trautvetteriana Besser
- Artemisia tridactyla Hand.-Mazz.
- Artemisia tridentata Nutt.
- Artemisia triniana Besser
- Artemisia tripartita (Nutt.) Rydb.
- Artemisia tsugitakaensis (Kitam.) Ling & Y.R.Ling
- Artemisia tsuneoi Tatew. & Kitam.
- Artemisia tukuchaensis Kitam.
- Artemisia turanica Krasch.
- Artemisia turkestanica Franch.
- Artemisia umbelliformis Lam.
- Artemisia umbrosa (Besser) Turcz.
- Artemisia vachanica Krasch. ex Poljakov
- Artemisia vahliana Kostel.
- Artemisia valentina Lam.
- Artemisia valida Krasch. ex Poljakov
- Artemisia vallesiaca All.
- Artemisia velutina Pamp.
- Artemisia verbenacea (Kom.) Kitag.
- Artemisia verlotiorum Lamotte – bylica werlocka
- Artemisia vestica Wall.
- Artemisia vestita Wall. ex Besser
- Artemisia vexans Pamp.
- Artemisia viridisquama Kitam.
- Artemisia viridissima (Kom.) Pamp.
- Artemisia viscida (Mattf.) Pamp.
- Artemisia viscidissima Ling & Y.R.Ling
- Artemisia vulgaris L. – bylica pospolita
- Artemisia waltonii J.R.Drumm. ex Pamp.
- Artemisia wellbyi Hemsl. & H.Pearson
- Artemisia wudanica S.L.Liou & W.Wang
- Artemisia wurzellii C.M.James & Stace
- Artemisia xanthochloa Krasch.
- Artemisia xerophytica Krasch.
- Artemisia xigazeensis Ling & Y.R.Ling
- Artemisia yadongensis Ling & Y.R.Ling
- Artemisia yongii Y.R.Ling
- Artemisia younghusbandii J.R.Drumm. ex Pamp.
- Artemisia yunnanensis Jeffrey
- Artemisia zayuensis Ling & Y.R.Ling
- Artemisia zhongdianensis Y.R.Ling